# Scott Dunlap
Scott Michael Dunlap (Pittsburgh, 16 augustus 1963) is een Amerikaanse golfprofessional die actief is op de Champions Tour.

## Loopbaan
In 1985 werd Dunlap een golfprofessional en van 1982 tot 1985 was hij lid van het golfteam van de Universiteit van Florida. In 1986 studeerde hij af met een bachelordiploma financiën.
In 1990, 1998 en van 2003 tot 2013 golfde Dunlap op de Web.com Tour waar hij twee toernooizeges behaalde. Hij golfde in 1996, 1997 en van 1999 tot 2002 op de PGA Tour, maar hij behaalde geen successen.
Dunlap golfde ook af en toe in Zuid-Afrika op de Sunshine Tour waar hij twee toernooizeges behaalde en in Zuid-Amerika waar hij meerdere golftoernooien won zoals het Peru Open.
Sinds 2014 speelt Dunlap voltijds op de Champions Tour, waar hij in 2013 met één golftoernooi zijn debuut maakte.

## Prestaties

### Amateur
- 1984: Southern Amateur

### Professional
Sunshine Tour
| Nr. | Datum           | Toernooi                     | Score           | Score | Info                             |
| --- | --------------- | ---------------------------- | --------------- | ----- | -------------------------------- |
| 1   | 5 februari 1995 | Telkom South African Masters | 74+67+71+67=279 | –9    | Won de play-off van Mark McNulty |
| 2   | 7 februari 1999 | Dimension Data Pro-Am        | 66+65+70+72=273 | –15   | [ 4 ]                            |

Web.com Tour
| Nr. | Datum           | Toernooi                         | Score           | Score | Info |
| --- | --------------- | -------------------------------- | --------------- | ----- | ---- |
| 1   | 3 oktober 2004  | Mark Christopher Charity Classic | 65-69-72-66=272 | –12   |      |
| 2   | 27 januari 2008 | Panama Movistar Championship     | 65-68-73-71=277 | –3    |      |

Overige
- 1994: Manitoba Open
- 1995: Canadian Masters
- 1996: Abierto del Litoral
- 1998: Peru Open
- 1999: Peru Open, Argentijns Open
- 2000: Peru Open